# Solanum crotonoides
Solanum crotonoides är en potatisväxtart som beskrevs av Jean-Baptiste de Lamarck. Solanum crotonoides ingår i släktet skattor som ingår i familjen potatisväxter. Inga underarter finns listade i Catalogue of Life.